# Serhij Kljujew

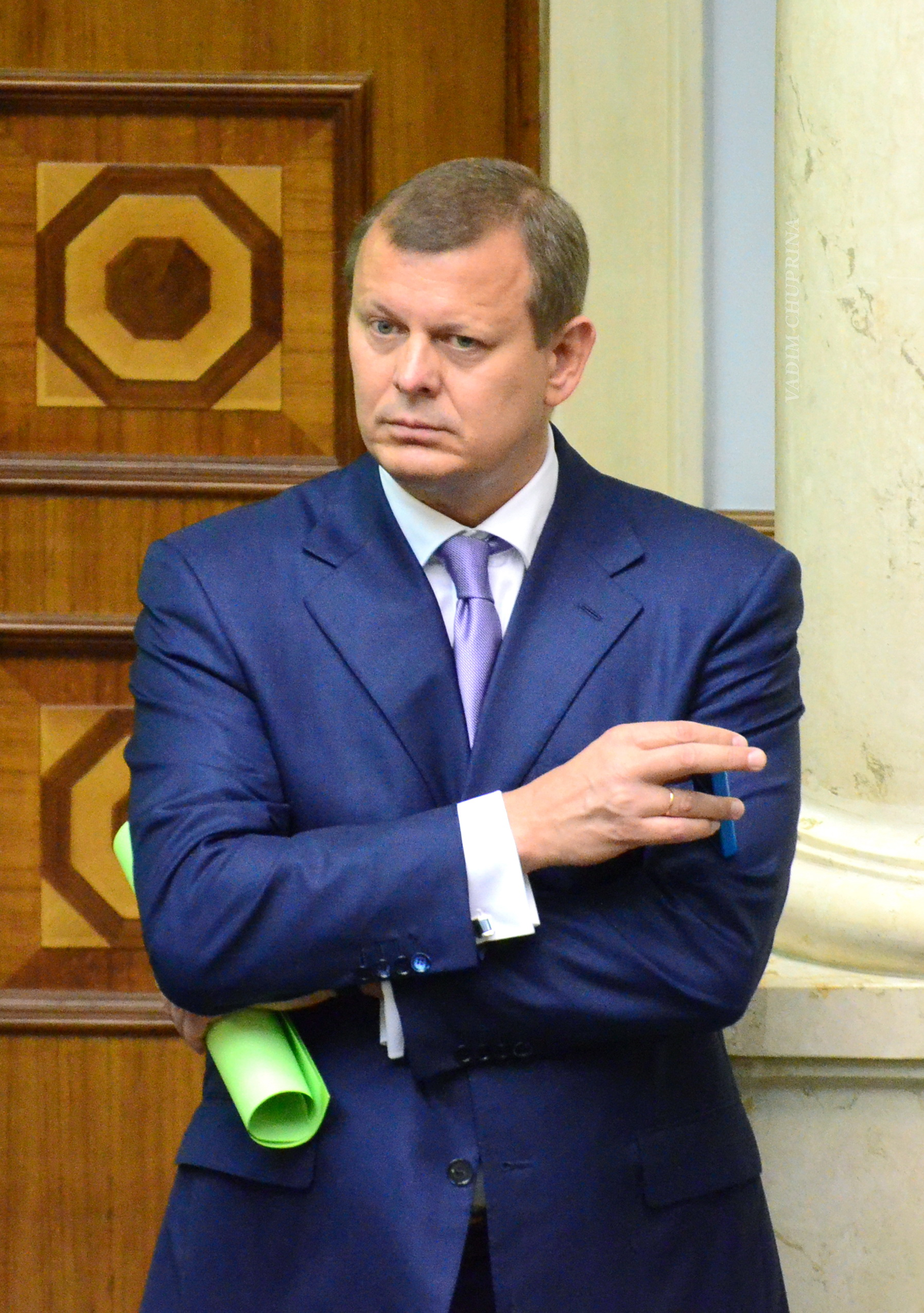
Serhij Kljujew (2014)

Serhij Petrowytsch Kljujew (* 19. August 1969 in Donezk, Ukrainische SSR) ist ein ukrainischer Unternehmer und Politiker. Von 2006 bis 2014 war er Abgeordneter des ukrainischen Parlamentes, der Werchowna Rada. Er ist der jüngere Bruder von Andrij Kljujew.

## Leben
Von 1987 bis 1992 studierte er an der Nationalen Technischen Universität Donezk und absolvierte eine Ausbildung zum Bergbauingenieur. Danach war Kljujew bis 1994 Handelsdirektor von Trade House Podshipnik, einem Joint-Venture Unternehmen und wurde 1994 Vizepräsident und Vorsitzender des Aufsichtsrates von Ukrpodshipnik, ein Konzern der im Industrie-, Handels- und Bankbereich tätig ist. In den Jahren von 2000 bis 2006 war er dort zeitweise Vorstandsvorsitzender. 
Von 1997 bis 2005 war er zeitweise Vorstandsmitglied der Slav AG Company, einer Holding mit Sitz in Wien, welche hauptsächlich mit Stahl und Buntmetallen handelt. 
Kljujew war von 2002 bis 2005 Stellvertretender Vorsitzender des Gebietsrates der Oblast Donezk. Im April 2006 wurde er für die Partei der Regionen als Abgeordneter in die Werchowna Rada gewählt. Er war Mitglied der ukrainischen Delegation der Parlamentarischen Versammlung des Europarates PACE und gehörte dem Ausschuss für Bankwesen und Finanzen der Rada an.
Seit Januar 2007 war er Mitglied des Aufsichtsrates der Nationalbank der Ukraine.
Kljujew ist verheiratet mit Irina Kljujewa (* 1964), hat eine Tochter und einen Sohn (* 1992). Er ist Autor und Inhaber von 39 Patenten im Bereich der NE-Metallurgie, Kabelherstellung und Elektrotechnologie. Die ukrainische Zeitschrift Fokus zählte ihn und seinen Bruder Andrij im Jahr 2010 zu den reichsten Männern der Ukraine. Kljujew soll 2013 das Unternehmen Tantalit (ukrainisch ТОВ "Танталіт") erworben haben. Tantalit ist das Unternehmen, dem das weitläufige Meschyhirja-Anwesen gehörte, auf dem Präsident Wiktor Janukowytsch residierte.
Nach dem Sturz von Präsident Janukowytsch im Februar 2014 wurden die Konten von Serhij Kljujew und seines Bruders in der Schweiz und in Österreich gesperrt. Die Europäische Union verhängte auf Antrag der ukrainischen Justizbehörden am 5. März 2014 Sanktionen gegen beide Brüder. Am 28. Januar 2016 urteilte der Gerichtshof der Europäischen Union (EuGH), dass die EU-Sanktionen gegen Kljujew wieder aufgehoben werden müssten, da die ukrainischen Behörden nicht hinreichende Evidenzen für einen Straftatbestand beigebracht hätten. Während der Zeit der Sanktionen gingen die in Wien ansässigen SLAV Handel und Activ Solar GmbH im März 2016 in Insolvenz. Am 5. März 2018 wurden am 5. März 2014 verhängten Sanktionen der EU gegen Serhij Kljujew entsprechend einem Beschluss des Rats der Europäischen Union wieder aufgehoben.